# Ercole Tomaso Roero
Ercole Tomaso Roero (Torino, 1661 – Torino, 24 gennaio 1747) è stato un politico, militare e diplomatico italiano, fu ambasciatore speciale piemontese alla Corte di Vienna nel 1708, e ancora in Inghilterra dal 1719 al 1725. Ricoprì l'incarico di Viceré di Sardegna dal 1727 al 1731, quando fu rimosso dall'incarico in seguito ad una accusa di concussione da cui venne pienamente scagionato. Nel 1733 fu insignito del collare dell'Annunziata.

## Biografia
Ercole Tomaso Roero nacque a Torino nel 1661, all’interno della nobile famiglia astigiana dei Roero. Arruolatosi nell’Regia Armata Sarda iniziò la carriera militare a mezzo servizio, alternandola all’amministrazione del feudo di Cortanze. L’8 novembre 1703 re Vittorio Amedeo II lo nominò vicecomandante del Reggimento di milizia di Cortanze, allora al comando del Marchese di Pallavicino. Prese parte alla guerra di successione spagnola, e nel 1705 fu nominato comandante della provincia di Alba, su decisione personale del Re, del quale godeva della piena fiducia, tanto che gli fu consentito di arruolare un proprio reggimento, che assunse la denominazione di Reggimento fanteria "Roero".
Combatte a Staffarla, durante l’assedio di Torino e fu plenipotenziario durante la presa della città di Alessandria (9 aprile 1707), della quale fu nominato governatore. Vicegovernatore dei Principi Reali, nel 1708 fu Ministro plenipotenziario sabaudo presso la Corte di Vienna, dove ebbe vari incontri con l’Imperatore Giuseppe I, con il principe Eugenio e con gli inviati inglesi e olandesi.
Governatore Reale Generale di Battaglia nel 1711, fu nominato governatore di Biella nel 1717. Nell’aprile 1719 fu inviato, in qualità di ambasciatore speciale, in Inghilterra, e l’8 novembre dello stesso anno fu nominato Luogotenente Maresciallo della 1ª Armata. Rimase in Inghilterra per sei anni, svolgendo un’importante opera diplomatica, e nel febbraio 1727 fu nominato governatore di Alba, e nel marzo successivo di Alessandria.
Il 20 settembre 1727 fu nominato viceré di Sardegna, assumendo l’incarico il 13 ottobre successivo. Mantenne tale la carica fino al 1731, dapprima sotto il governo di Vittorio Amedeo II e, successivamente, di Carlo Emanuele III. Accusato di concussione, fu sottoposto ad inchiesta da parte Reggente la Real Udienza, conte Filippo Domenico Beraudo di Pralormo, ma venne assolto con formula piena. Promosso generale d'artiglieria il 10 maggio 1731, nel 1734 venne nominato governatore della cittadella di Torino e insignito del Collare dell'Annunziata; mentre il 28 aprile 1739 fu nominato conte di Calosso. Si spense a Torino nel 1747.
Una via di Torino porta il suo nome.

## Matrimonio e discendenza
Si sposa con Lodovica Caterina Roero dei Signori di Settime (*? †1730), figlia di Pier Paolo, signore di Settime, e di Violante Malabayla dei Conti di Canale. La coppia ebbe numerosa discendenza:
- Pietro Alessandro (*1681 †1747). Abbracciò la vita religiosa nell'ordine dei frati minori cappuccini, assunse il nome di Bernardino Ignazio e divenne arcivescovo di Sassari;
- Anna Rosa Maria Cristina (*1686 †?). Sposa nel 1733 con Carlo Giambattista Cacherano Malabayla (*1699 †1769), conte di Cantarana;
- Barbara Benedetta (*1687 †1753). Sposa a Torino, il 28 dicembre 1707, Alfonso Enrico Dal Pozzo, principe di Cisterna (*1687 †1761);
- Giambattista (*1691 †?);
- Girolamo Filippo Renato (*1692 †1741). Sposa a Torino, il 21 febbraio 1729, Paola Teresa Luserna Rorengo;
- Paolina Anna (*1693 †?);
- Antonino Secondo (*1695 †?);
- Cesare Massimiliano Aventino (*1698 †?). Marchese di Cortanze[2], sposa ad Asti, nel 1742, Cristina Maria Elena Mazzetti;
- Maria Carlotta (*1699 †?);
- Camilla Rosa (*1702 †?);
- Paolo Ignazio (*1704 †?);
- Angela Enrichetta (*1708 †?);
- Eleonora Giovanna (*1710 †?). Sposa il marchese Giuseppe Beccaria (*? †1746);
- Teresa Benedetta (*1712 †?);
- Anna Teresa Elena (*1716 †?);
- Nicola Adriano (*? †?).

## Ascendenza
|                             |                    |                              | Genitori                     |  |  | Nonni |  |  | Bisnonni     |  |  | Trisnonni       |  |
|                             |                    |                              |                              |  |  |       |  |  | Ercole Roero |  |  | Francesco Roero |  |
|                             |                    |                              |                              |  |  |       |  |  | Ercole Roero |  |  | Francesco Roero |  |
|                             |                    | Camilla Asinari              |                              |  |  |       |  |  | Ercole Roero |  |  |                 |  |
| Giulio Cesare Roero         |                    |                              |                              |  |  |       |  |  | Ercole Roero |  |  |                 |  |
|                             |                    | Carlotta Roero               | Andrea Roero                 |  |  |       |  |  |              |  |  |                 |  |
|                             |                    | Carlotta Roero               | Andrea Roero                 |  |  |       |  |  |              |  |  |                 |  |
|                             |                    | Carlotta Roero               | Veronica Maria Biandrate     |  |  |       |  |  |              |  |  |                 |  |
| Tommaso Francesco Roero     |                    | Carlotta Roero               |                              |  |  |       |  |  |              |  |  |                 |  |
|                             |                    | Giacomo Francesco di Saluzzo | Enrico di Saluzzo            |  |  |       |  |  |              |  |  |                 |  |
|                             |                    | Giacomo Francesco di Saluzzo | Enrico di Saluzzo            |  |  |       |  |  |              |  |  |                 |  |
|                             |                    | Giacomo Francesco di Saluzzo | Benedetta Spinola            |  |  |       |  |  |              |  |  |                 |  |
| Maria Benedetta di Saluzzo  |                    | Giacomo Francesco di Saluzzo |                              |  |  |       |  |  |              |  |  |                 |  |
|                             |                    | Argentina Provana            | Gianfrancesco Provana        |  |  |       |  |  |              |  |  |                 |  |
|                             |                    | Argentina Provana            | Gianfrancesco Provana        |  |  |       |  |  |              |  |  |                 |  |
|                             |                    | Argentina Provana            | Anna Maria Grimaldi          |  |  |       |  |  |              |  |  |                 |  |
| Ercole Tomaso Roero         |                    | Argentina Provana            |                              |  |  |       |  |  |              |  |  |                 |  |
|                             | Massimiliano Roero | Gian Bartolomeo Roero        |                              |  |  |       |  |  |              |  |  |                 |  |
|                             | Massimiliano Roero | Gian Bartolomeo Roero        |                              |  |  |       |  |  |              |  |  |                 |  |
|                             | Massimiliano Roero | Bianca Trotti Bentivoglio    |                              |  |  |       |  |  |              |  |  |                 |  |
| Renato Roero                | Massimiliano Roero |                              |                              |  |  |       |  |  |              |  |  |                 |  |
|                             |                    | Valenza Roero                | Lodovico Roero               |  |  |       |  |  |              |  |  |                 |  |
|                             |                    | Valenza Roero                | Lodovico Roero               |  |  |       |  |  |              |  |  |                 |  |
|                             |                    | Valenza Roero                | Beatrice Birago              |  |  |       |  |  |              |  |  |                 |  |
| Maria Cristina Roero        |                    | Valenza Roero                |                              |  |  |       |  |  |              |  |  |                 |  |
|                             |                    | Carlo Emanuele Porporato     | Gaspare Porporato            |  |  |       |  |  |              |  |  |                 |  |
|                             |                    | Carlo Emanuele Porporato     | Gaspare Porporato            |  |  |       |  |  |              |  |  |                 |  |
|                             |                    | Carlo Emanuele Porporato     | Carlotta Manfredi di Luserna |  |  |       |  |  |              |  |  |                 |  |
| Eleonora Caterina Porporato |                    | Carlo Emanuele Porporato     |                              |  |  |       |  |  |              |  |  |                 |  |
|                             |                    | Anna Porporato               | Giovanni Francesco Porporato |  |  |       |  |  |              |  |  |                 |  |
|                             |                    | Anna Porporato               | Giovanni Francesco Porporato |  |  |       |  |  |              |  |  |                 |  |
|                             |                    | Anna Porporato               | Angela de Saint-Julien       |  |  |       |  |  |              |  |  |                 |  |
|                             |                    | Anna Porporato               |                              |  |  |       |  |  |              |  |  |                 |  |

### Esplicative
1. ↑  Barone di St. Rémy.
2. ↑  Marchese di Castagnole e di Barolo.
3. ↑  Fu solo nel 1712 che delegò pienamente l'amministrazione del feudo al procuratore Pietro Alberto Asinari, per dedicarsi interamente alla carriera militare.
4. ↑  Si trattava di uno dei diciassette reggimenti di fanteria dell’armata sarda sotto il regno di Vittorio Amedeo II.

### Bibliografiche
1. 1 2 3  Federica Uras, p. 40.
2. 1 2  Paola Bianchi.
3. ↑  SIAS - Davide Bobba.
4. 1 2 3 4 5 6 7 8 9  Ilari, Shamà, Del Monte, p. 438.
5. 1 2 3  Federica Uras, p. 41.
6. 1 2 3 4 5 6 7 8 9 10 11 12  Federica Uras, p. 42.
7. ↑  Vittorio Angius, p. 720.
8. ↑  Federica Uras, p. 44.
9. ↑  Federica Uras, p. 45.
10. 1 2 3 4 5 6  Federica Uras, p. 43.